# Символьный шрифт
Символьный шрифт — разновидность шрифтов, состоящих из знаков, не имеющих отношения к алфавиту и не входящих в основной комплект шрифта.
«Обычно это пиктограммы: миниатюрные изображения телефонов, лыжников, самолётов, церквей и прочих атрибутов туристического бизнеса. Другие — более абстрактные символы: декоративные элементы, орнаменты, стрелки, буллиты и т. д.»
По умолчанию в ОС Windows загружено несколько символьных шрифтов, среди которых наиболее часто используются Wingdings и Webdings.